# András Rajna
András Rajna, född den 3 september 1960 i Budapest, Ungern, är en ungersk kanotist.
Han tog OS-silver i K-4 1000 meter i samband med de olympiska kanottävlingarna 1996 i Atlanta.